# Walliser Saftkugler
Der Walliser Saftkugler (Glomeris valesiaca) ist eine Art der zu den Doppelfüßern gehörenden Saftkugler und im westlichen Alpenraum beheimatet.

## Merkmale
Die Körperlänge beträgt bis zu 15 mm. Die Art hat eine schwarze Grundfarbe, auf dem Rücken befinden sich vier orange-rote oder gelbe Fleckenreihen. Zwei davon liegen oben auf dem Rücken, die beiden anderen an den Seiten der Tergite (Rückenplatten). Damit ähnelt die Art Glomeris pustulata, die jedoch nur zwei Fleckenreihen aufweist, Glomeris tetrasticha, deren Flecken häufig heller gefärbt und dezenter ausgeprägt sind und Glomeris helvetica, deren Flecken manchmal dreieckiger geformt sind. Die Fleckenfarbe und -form ist jedoch kein sicheres Abgrenzungsmerkmal!
Die weiße Spange auf der Vorderhälfte der Mitteltergite von G. valesiaca ist oft mit den dahinterliegenden hellen Flecken III verbunden. Die hellen Flecken des Präanaltergits (letzter Rückenschild) sind meist halbmondförmig geformt und selten zu einem querliegenden Fleck verschmolzen (Färbungsvariante „esterelana“). Sie nehmen etwa die Hälfte der Fläche ein. Die hellen Flecken I der Mitteltergite sind im Norden hakenförmig, im Süden rundlich. Die hellen Flecken III sind im Norden sind im Norden dreieckig und hinten nach außen erweitert, im Süden ebenfalls rundlich. Bei der Färbungsvariante „esterelana“ sind die hellen Flecken I und III auf jeder Seite miteinander verschmolzen. Die hellen Flecken sind im Norden gelblich gefärbt, im Süden von gelb über orange bis rot gefärbt und bei der Färbungsvariante „esterelana“ rot.
Eine weitere ähnliche Art ist Glomeris guttata. Durch die Flecken des Präanaltergits lässt sich die Art auch von Glomeris connexa abgrenzen, bei der die zwei schrägliegenden Flecken bohnenförmig sind, während sie bei G. valesiaca oval oder halbmondförmig sind. Von der sehr ähnlichen G. helvetica lässt sich G. valesiaca durch den fehlenden deutlichen Höcker auf dem Präanaltergit unterscheiden, der in der Mitte vor dem Hinterrand liegt.

## Verbreitung und Lebensraum
Die Art ist von der südwestlichen Schweiz und dem nordwestlichen Italien bis an die südostfranzösische Mittelmeerküste verbreitet. In der Schweiz lebt die Art im Schweizer Jura (nordöstlich noch bis in den südlichen Teil des Kantons Jura) und im Kanton Wallis. In Italien lebt die Art im Nordwesten des Aostatals. In Frankreich lebt die Art im französischen Teil des Juras, im Département Haute-Savoie an der Grenze zur Schweiz und Italien und weiter südlich in der Provence-Alpes-Côte d’Azur, wobei sie nur östlich von Saint-Tropez auch bis an die Küste vorkommt. Zwischen den beiden Arealen im Jura und dem Dreiländereck und dem Areal in der Nähe des Mittelmeeres sind auch Vorkommen möglich, beispielsweise im Département Isère. Die Art lebt westlich bis zur Rhone.
Die Art findet sich in allen Höhenlagen, im offenen Gelände.

## Taxonomie
Ein Synonym der Art lautet Glomeris esterelana Verhoeff, 1911.